# Abbaye de Buzay
L'abbaye de Buzay est le siège d'une ancienne communauté monastique affiliée à l'ordre cistercien. Fondée en 1135 par Bernard de Clairvaux, il n'en reste de nos jours qu'une tour, située sur la commune française de Rouans, dans le département de la Loire-Atlantique.

## Présentation
La tour carrée de Buzay, édifiée en 1755 sur une hauteur de 33 mètres, est le clocher de l'ancienne abbaye de Buzay, dont elle constitue le dernier vestige. Elle est située dans le quartier de Buzay, qui lui donne son nom.

## Historique

### Fondation
La duchesse Ermengarde d’Anjou, veuve d'Alain IV de Bretagne, apprend que Bernard de Clairvaux cherche un endroit pour implanter une abbaye. Animée par sa piété, elle demande à son fils Conan III, duc de Bretagne, de faire don de ses terres marécageuses de l'île de Buzay à Bernard de Clairvaux, qui y fonde l'abbaye Notre-Dame-de-Buzay en 1135. Dès l'année suivante, en 1136, une première communauté d'une douzaine de moines s'y installe avec pour prieur Nivard, frère cadet de Bernard de Clairvaux. La communauté est affiliée dès son origine à l'ordre cistercien, alors en pleine expansion.
En 1142, lors d'une nouvelle visite à Buzay, Bernard de Clairvaux, venu depuis le comté de Champagne, découvre que les bâtiments conventuels ne sont toujours pas construits et que ses moines vivent dans des conditions de grande pauvreté et d'insalubrité. Le duc Conan III n'a en effet pas tenu parole et l'aide promise n'est point venue. Bernard de Clairvaux demande aux religieux de retourner à l'abbaye de Clairvaux. Avant leur départ pour la Champagne, il rencontre Conan III, lui fait part de son mécontentement et demande qu'il tienne ses engagements. Le duc reconnaît sa faute, les moines acceptent de rester et l'abbaye fait l'objet d'une deuxième charte de fondation, en 1144.

### Développement
Les prairies fertiles mises en valeur par les moines permettent à l'abbaye de s'enrichir rapidement, de même que le commerce du sel de la baie de Bourgneuf, les octrois sur le trafic commercial sur la Loire et les nombreuses donations et acquisitions de terres, de métairies et de biens. Grâce à leurs nombreuses propriétés foncières dans le pays de Retz et au-delà, les moines de Buzay jouent un rôle majeur dans le développement économique de la région et l'abbaye devient, dès la deuxième moitié du XIIe siècle, la plus opulente du duché de Bretagne et l'une des dix plus riches du royaume de France.
En 1177, deux monastères, un pour les hommes et l'autre pour les femmes, sont approuvés par l'évêque de Nantes, Robert II. En 1180, Geoffroy Plantagenêt, comte de Nantes et fils du roi d'Angleterre, duc de Normandie et comte d’Anjou Henri II Plantagenêt et d'Aliénor d’Aquitaine, assigne à perpétuité 20 livres angevines d'aumônes annuelles, à prendre sur les moulins de la paroisse environnante.

#### Les filles de Buzay
Buzay est fille de l'abbaye de Clairvaux. Dès qu'elle réussit à s'établir, Buzay donne naissance à trois nouvelles abbayes :
- Abbaye de Cîteaux, Chalon (1095)
  - Abbaye de l'Aumône, Chartres (1121)
    - Abbaye de Bégard, Tréguier (1130)
      - Abbaye du Relec, Plounéour-Ménez (1132)
      - Abbaye Notre-Dame de Boquen, Plénée-Jugon (1137)
      - Abbaye Saint-Aubin des Bois, Plédéliac (1138)
      - Abbaye Notre-Dame de Lanvaux (1138)
      - Abbaye Notre-Dame de Coatmalouen, Kerpert (1142)

    - Abbaye Notre-Dame de Langonnet

  - Abbaye de Clairvaux, Langres (1115)
    - Abbaye de Buzay, Nantes (1134)
      - Abbaye Notre-Dame de la Blanche, île de Noirmoutier (1205)
      - Abbaye de Villeneuve, Les Sorinières (1201)
      - Abbaye de Prières, Billiers (1252)

- le 1er juillet 1172, l'abbaye de Buzay envoie quelques moines sur la petite île du Pilier au nord de Noirmoutier. Le site n'est pas adapté, trop retiré, balayé par les vents. Il pose tant de problèmes à la nouvelle communauté qu'en 1205, les moines se replient sur l'île de Noirmoutier et fondent l'abbaye Notre-Dame de la Blanche[4] ;
- en 1201, à l’instigation de la duchesse Constance de Bretagne, les moines fondent l'abbaye de Villeneuve sur un domaine appartenant à l'abbaye de Buzay, près de la châtellenie de Touffou et du village du Bignon[4]. Les moines participent à l'assèchement des marais entourant l'abbaye sur les conseils de techniciens venus du marais poitevin ;
- en 1252, l'abbaye est assez prospère pour essaimer à l'abbaye de Prières, à la demande conjointe de l'ordre cistercien et du duc Jean Ier[5]. De 1438 à 1473, Jean Gauguet, procureur de l'abbaye, simple moine issu d'une lignée de petits nobles, mène une véritable activité de rassembleur de terres au profit de l'abbaye, et pour son compte, renforçant sa métairie de la Petite Angle[6].

### Vicissitudes et ruine
La guerre de Cent Ans (1337-1453) et la guerre de Succession de Bretagne (1341-1364) sont néfastes aux échanges commerciaux de l'abbaye, contrainte de céder des parcelles de terres aux seigneurs. Elle subit des destructions en 1373. Elle passe en commende en 1474. Le premier abbé commendataire, Odet de la Rivière, est désigné à la fois par le pape et le duc François II de Bretagne. François Lefebvre de Caumartin, filleul du cardinal de Retz, reçoit de son parrain la commende à l'âge de sept ans de l'abbaye de Buzay, qu'il parviendra à relever économiquement. En effet, en 1689, il mène avec l'entrepreneur Maquart l'assèchement des marais, offrant de nouvelles terres à exploiter. Le canal de Buzay, long de 4 km, est creusé entre 1720 et 1775 à l'initiative des Binet de Jasson, seigneurs locaux, entre le quartier de Messan et la Loire. Comme il traverse le domaine de l'abbaye de Buzay, l'abbé commendataire de Caumartin donne son accord pour la création de la Société du Canal de Buzay (ordonnance royale du 14 février 1713).

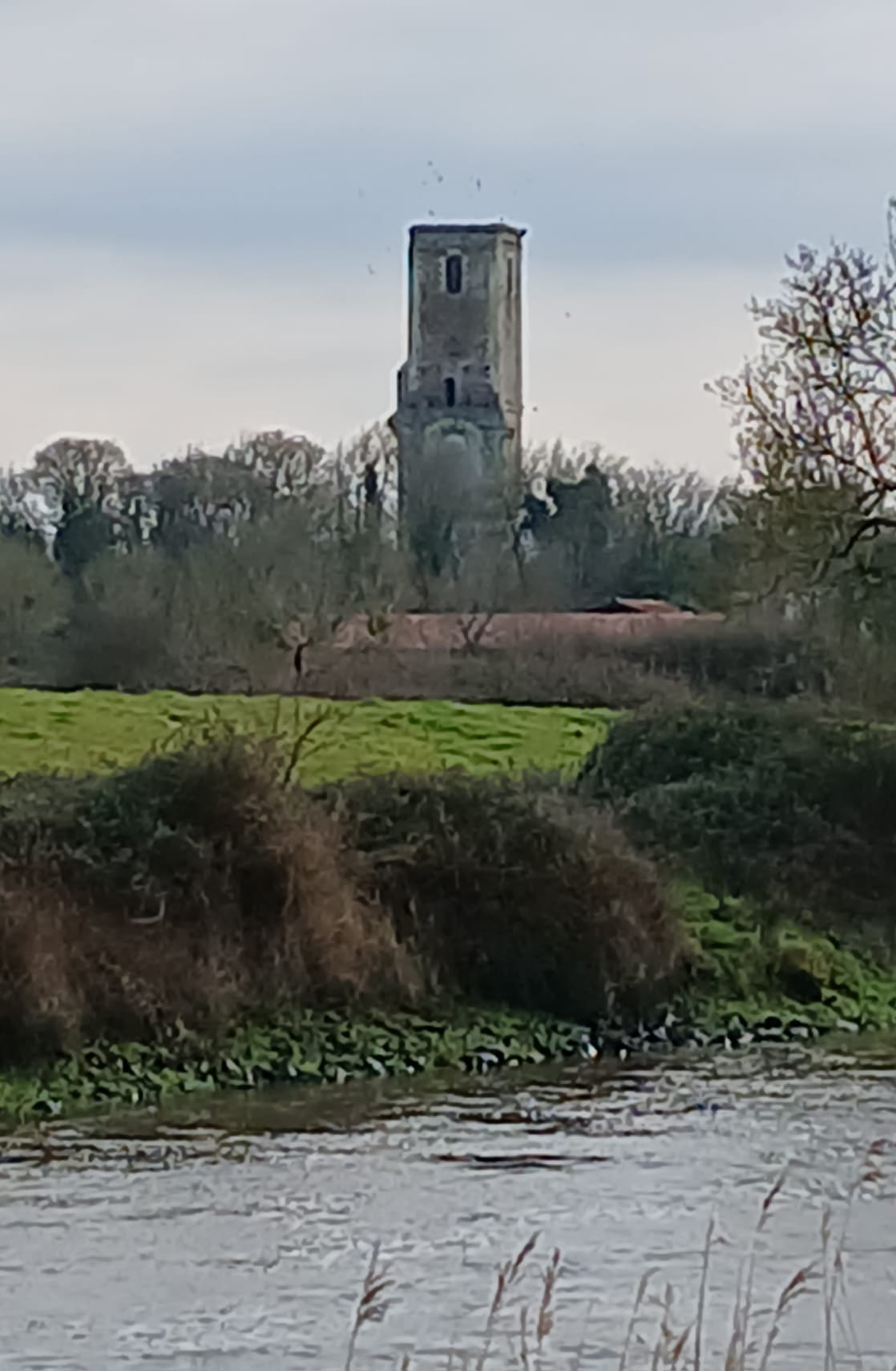
Abbaye et canal de Buzay.
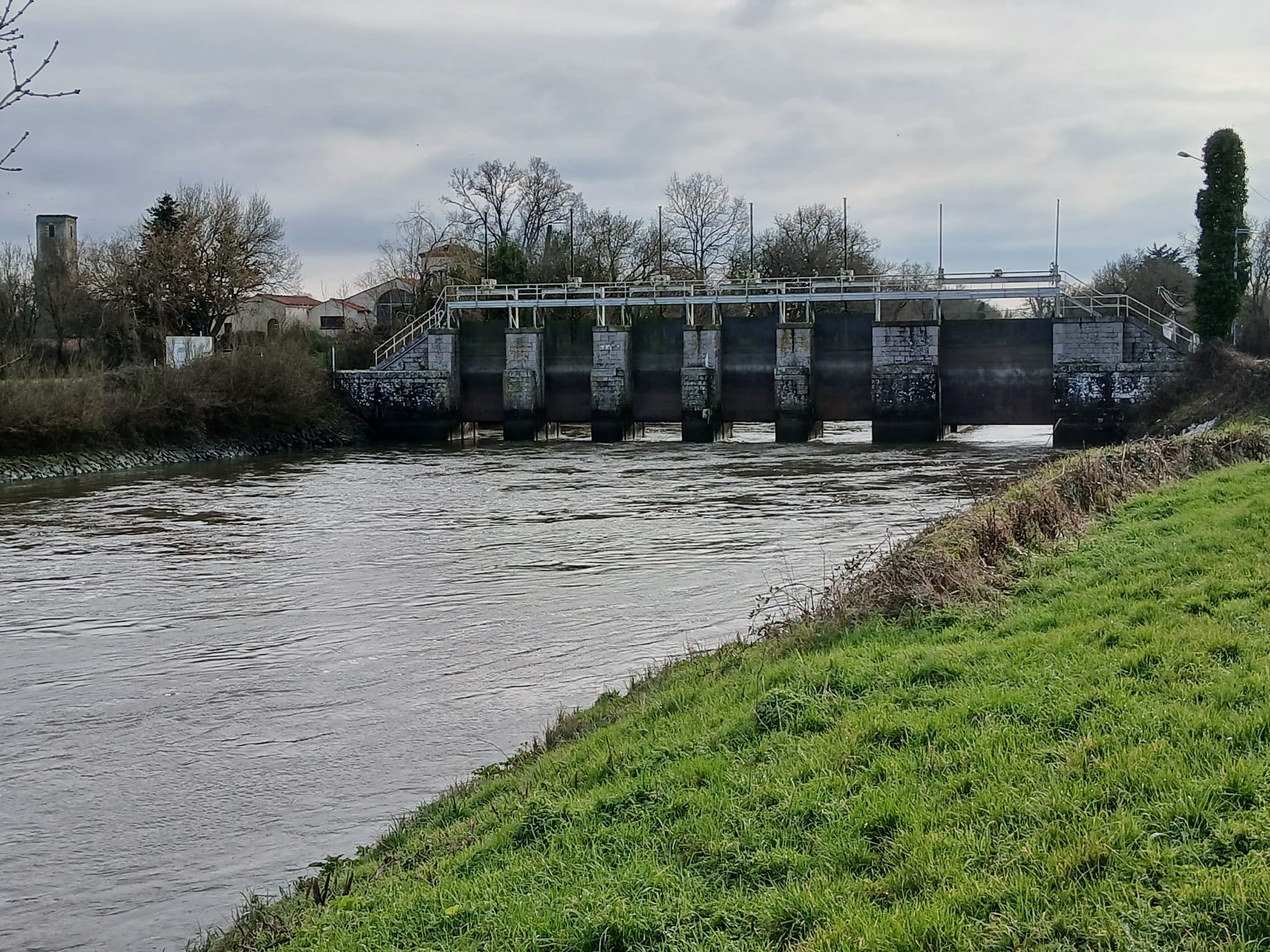
Écluse sur le canal de Buzay.

Des travaux de reconstruction de l'abbaye sont réalisés en 1755, au cours desquels la tour actuelle est érigée. Pendant la Révolution française, l'abbaye devient bien national. Au moment de la guerre de Vendée, le site est occupé par les troupes républicaines qui en font leur quartier général. Il est incendié en 1795 par les Royalistes. Seule subsiste la tour. Les biens de l'abbaye sont vendus jusqu'en 1805. Des éléments mobiliers sont quant à eux dispersés vers d'autres lieux de culte :
- les cloches sont transférées dans la cathédrale Notre-Dame de Chartres ;
- l'autel en marbre d'Italie est installé dans l'église Saint-Louis de Paimbœuf ;
- la chaire se retrouve dans l'église Saint-Pierre de Bouguenais ;
- les stalles sont dans l'église Saint-Symphorien de Couëron ;
- le calice appartient aujourd'hui à l'église Sainte-Anne de Vue ;
- le plus ancien crucifix du pays de Retz, datant du XIVe siècle, est dans la chapelle Sainte-Anne de Tharon-Plage[1].

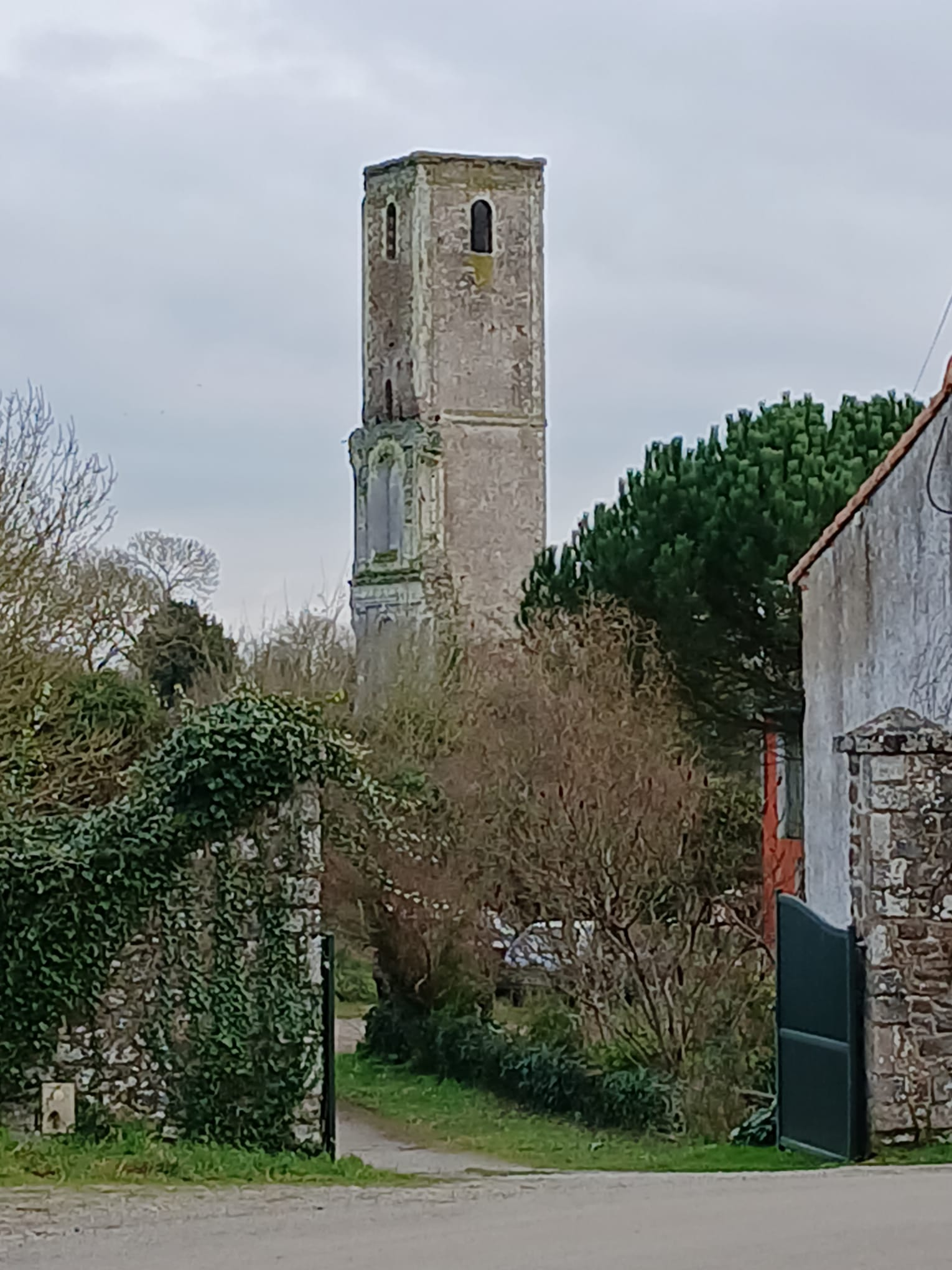
Tour subsistante de l'ancienne abbaye de Buzay.
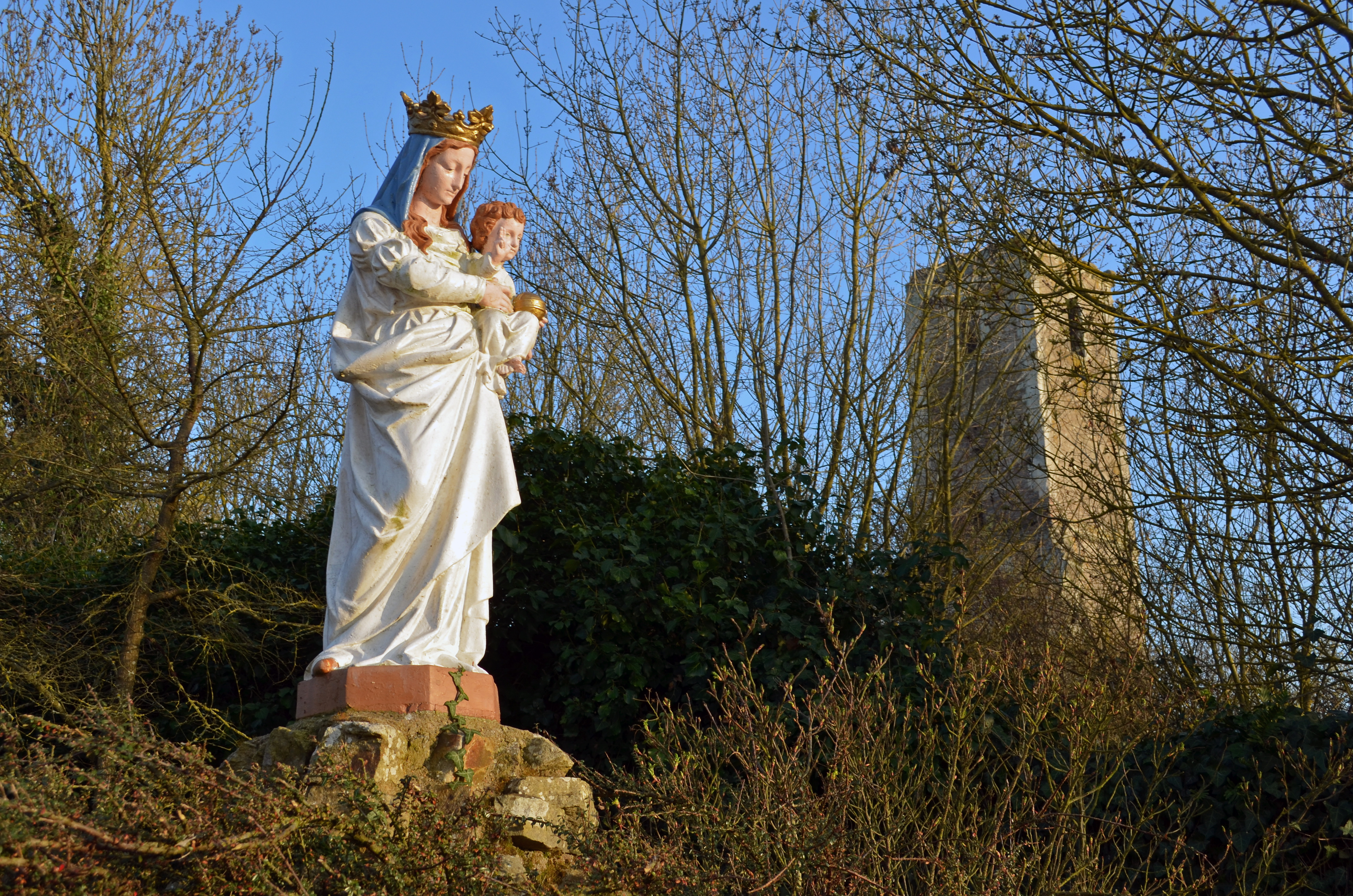
Vue de la tour depuis l'enceinte en ruines.
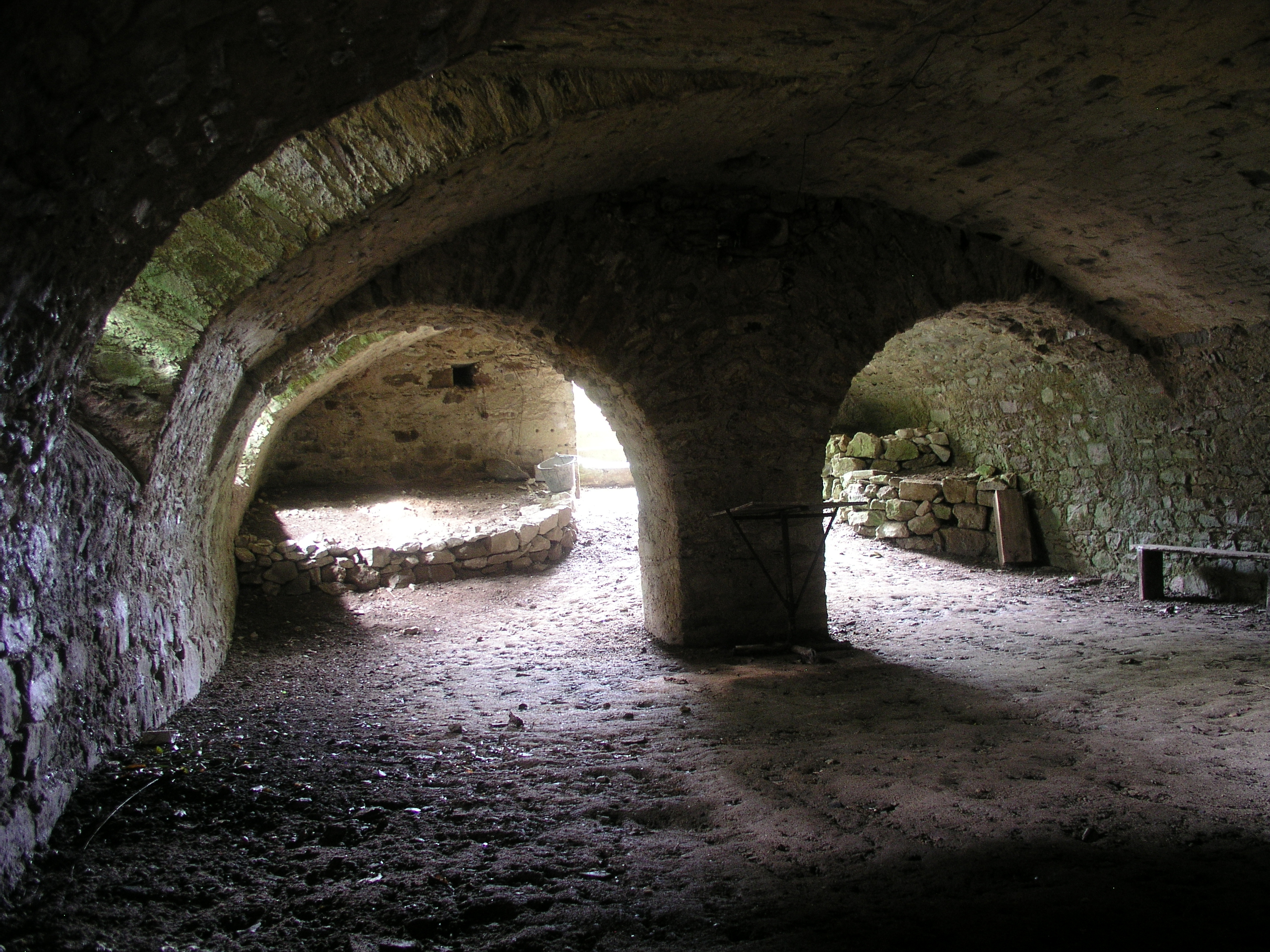
Caves voûtées de l'abbaye de Buzay.